# Augustine Birrell
Augustine Birrell (Liverpool, 19 gennaio 1850 – Londra, 20 novembre 1933) è stato un politico e critico letterario inglese.
È stato Chief Secretary for Ireland dal 1908 al 1916 ed era responsabile, insieme a sir Matthew Nathan, di coordinare la risposta britannica alla rivolta detta Easter Rising in Irlanda.
Figlio di un pastore Nonconformista (ovvero non appartenente alla Chiesa Anglicana), nato vicino a Liverpool, è stato istruito alla Amersham Hall School ed alla Trinity Hall di Cambridge. Nel 1893 viene nominato KC (King's Counsel) ed insegna legge all'University College dal 1896 a 1899.